# 2020年東京オリンピックのロシアオリンピック委員会選手団
2020年東京オリンピックのロシアオリンピック委員会選手団（ロシアオリンピックいいんかいせんしゅだん）は、2021年7月23日から8月8日にかけて日本の首都東京で開催された2020年東京オリンピックにおけるロシアオリンピック委員会の選手団、およびその競技結果。案内等ではロシアオリンピック委員会の英語表記「Russian Olympic Committee」の略称である「ROC」と表記された。同組織（ロシア語: Олимпийский комитет России, ラテン文字転写: Olympiyskiy komitet Rossii）のロシア語での略記は「ОКР」となる。
2019年12月9日、世界アンチ・ドーピング機構（WADA）はロシアにおけるドーピングの検査データ改竄問題を受け、2020年東京オリンピック・2020年東京パラリンピックを含む4年間の大会において国としての参加を認めない処分を科し、潔白が証明された選手については個人参加として認めるものとした（ただしロシアがこの処分に対しスポーツ仲裁裁判所に提訴する可能性はある）。なお同様の処分は2018年平昌オリンピックでも科されており、出場選手は個人参加の扱いとなっていた。
国としての出場が認められていないため、表彰式では国歌（ロシア連邦国歌）が利用できず、代わりにピョートル・チャイコフスキーの「ピアノ協奏曲第1番」の一部を利用することとした。

## メダル
| メダル | 選手名 | 競技                         | 種目                              | 日付    |
| ------ | --- | ---------------------------- | --------------------------------- | ------- |
| 金     | ビタリナ・バツァラシュキナ | 射撃                         | 女子10mエアピストル               | 7月25日 |
| 金     | ソフィア・ポズニャコワ | フェンシング                 | 女子サーブル個人                  | 7月26日 |
| 金     | デニス・アブリャジン ダビド・ベリャフスキー アルトゥル・ダラロヤン ニキータ・ナゴルニー | 体操                         | 男子団体総合                      | 7月26日 |
| 金     | マクシム・フラムトコフ | テコンドー                   | 男子80kg級                        | 7月26日 |
| 金     | エフゲニー・リロフ | 競泳                         | 男子100m背泳ぎ                    | 7月27日 |
| 金     | リリア・アハイモワ ビクトリア・リストゥノワ アンゲリナ・メリニコワ ウラジスラワ・ウラゾワ | 体操                         | 女子団体総合                      | 7月27日 |
| 金     | ウラジスラフ・ラリン | テコンドー                   | 男子80kg超級                      | 7月27日 |
| 金     | インナ・デリグラゾワ アデリーナ・ザギドゥリナ ラリーサ・コロベイニコワ マルタ・マルチャノワ | フェンシング                 | 女子フルーレ団体                  | 7月29日 |
| 金     | エフゲニー・リロフ | 競泳                         | 男子200m背泳ぎ                    | 7月30日 |
| 金     | ビタリナ・バツァラシュキナ | 射撃                         | 女子25mピストル                   | 7月30日 |
| 金     | ソフィア・ベリカヤ ソフィア・ポズニャコワ オリガ・ニキチナ スベトラーナ・シェベレワ | フェンシング                 | 女子サーブル団体                  | 7月31日 |
| 金     | アナスタシア・パブリュチェンコワ アンドレイ・ルブレフ | テニス                       | 混合ダブルス                      | 8月1日  |
| 金     | ムサ・エフロエフ | レスリング                   | 男子グレコローマンスタイル97kg級  | 8月3日  |
| 金     | スベトラーナ・コレスニチェンコ スベトラーナ・ロマシナ | アーティスティックスイミング | デュエット                        | 8月4日  |
| 金     | アルベルト・バティルガジエフ | ボクシング                   | 男子フェザー級                    | 8月5日  |
| 金     | ザブル・ウグエフ | レスリング                   | 男子フリースタイル57kg級          | 8月5日  |
| 金     | ザウルベク・シダコフ | レスリング                   | 男子フリースタイル74kg級          | 8月6日  |
| 金     | アブドゥルラシド・サドゥラエフ | レスリング                   | 男子フリースタイル97kg級          | 8月7日  |
| 金     | スベトラーナ・ロマシナ スベトラーナ・コレスニチェンコ アレクサンドラ・パツケビッチ アラ・シシュキナ マリア・シュロチキナ ウラダ・チギレワ マリナ・ゴリアトキナ ポリーナ・コマル | アーティスティックスイミング | チーム                            | 8月7日  |
| 金     | マリア・ラシツケネ | 陸上                         | 女子走高跳                        | 8月7日  |
| 銀     | アナスタシア・ガラシナ | 射撃                         | 女子10mエアライフル               | 7月24日 |
| 銀     | スベトラーナ・ゴンボエワ エレーナ・オシポワ クセニア・ペロワ | アーチェリー                 | 女子団体                          | 7月25日 |
| 銀     | インナ・デリグラゾワ | フェンシング                 | 女子フルーレ個人                  | 7月25日 |
| 銀     | タチアナ・ミニーナ | テコンドー                   | 女子57kg級                        | 7月25日 |
| 銀     | ソフィア・ベリカヤ | フェンシング                 | 女子サーブル個人                  | 7月26日 |
| 銀     | クリメント・コレスニコフ | 競泳                         | 男子100m背泳ぎ                    | 7月27日 |
| 銀     | ビタリナ・バツァラシュキナ アルチョム・チェルノウソフ | 射撃                         | 混合団体10mエアピストル           | 7月27日 |
| 銀     | マルチン・マリュチン イワン・ギレフ エフゲニー・リロフ ミハイル・ドブガリュク ほか2名 | 競泳                         | 男子4×200mフリーリレー            | 7月28日 |
| 銀     | 3x3女子ロシア代表： ユリア・コジク アナスタシア・ログノワ オルガ・フロルキナ エフゲニア・フロルキナ | バスケットボール             | 女子3x3                           | 7月28日 |
| 銀     | 3x3男子ロシア代表： スタニスラフ・シャロフ アレクサンドル・ズエフ イリヤ・カルペンコフ キリル・ピスクロフ | バスケットボール             | 男子3x3                           | 7月28日 |
| 銀     | バシリサ・ステパノワ エレーナ・オリアビンスカヤ | ボート                       | 女子舵手なしペア                  | 7月29日 |
| 銀     | ハンナ・プラカチェニ | ボート                       | 女子シングルスカル                | 7月30日 |
| 銀     | エレーナ・オシポワ | アーチェリー                 | 女子個人                          | 7月30日 |
| 銀     | セルゲイ・ビダ セルゲイ・ホドス パベル・スホフ ニキータ・グラスコフ | フェンシング                 | 男子エペ団体                      | 7月30日 |
| 銀     | ユリア・ズィコワ | 射撃                         | 女子50mライフル3姿勢              | 7月31日 |
| 銀     | カレン・ハチャノフ | テニス                       | 男子シングルス                    | 8月1日  |
| 銀     | アナスタシア・イリヤンコワ | 体操                         | 女子段違い平行棒                  | 8月1日  |
| 銀     | ティムール・サフィン キリル・ボロダチェフ アントン・ボロダチェフ ウラジスラフ・ムィリニコフ | フェンシング                 | 男子フルーレ団体                  | 8月1日  |
| 銀     | エレーナ・ベスニナ アスラン・カラツェフ | テニス                       | 混合ダブルス                      | 8月1日  |
| 銀     | セルゲイ・カメンスキー | 射撃                         | 男子50mライフル3姿勢              | 8月2日  |
| 銀     | デニス・アブリャジン | 体操                         | 男子跳馬                          | 8月2日  |
| 銀     | アンジェリカ・シドロワ | 陸上                         | 女子棒高跳                        | 8月5日  |
| 銀     | ムスリム・ガジマゴメドフ | ボクシング                   | 男子ヘビー級                      | 8月6日  |
| 銀     | ビャチェスラフ・クラシリニコフ オレク・ストヤノフスキー | ビーチバレー                 | 男子ビーチバレー                  | 8月7日  |
| 銀     | ジーナ・アベリーナ | 新体操                       | 新体操個人総合                    | 8月7日  |
| 銀     | バレーボール男子ロシア代表： ヤロスラフ・ポドレスニフ アルチョム・ボルビッチ ドミトリー・ボルコフ イワン・ヤコフレフ デニス・ボグダン パベル・パンコフ ビクトル・ポレタエフ マクシム・ミハイロフ イーゴリ・クリュカ イリアス・クルカエフ イーゴリ・コブザル バレンティン・ゴルベフ                                                                              | バレーボール                 | 男子                              | 8月7日  |
| 銀     | アナスタシア・ブリズニュク アナスタシア・マクシモワ アンゲリナ・シカトワ アナスタシア・タタレワ アリーサ・チシチェンコ | 新体操                       | 新体操団体                        | 8月8日  |
| 銀     | ハンドボール女子ロシア代表： アンナ・セドイキナ ポリーナ・クズネツォワ ポリーナ・ゴルシコワ ダリア・ドミトリエワ アンナ・セン アンナ・ビャヒレワ ポリーナ・ベデヒナ ウラドレーナ・ボブロフニコワ クセニア・マケエワ エレーナ・ミハイリチェンコ オリガ・フォミナ エカテリーナ・イリーナ ユリヤ・マナガロワ アントニナ・スコロボガチェンコ ビクトリア・カリニーナ | ハンドボール                 | 女子                              | 8月8日  |
| 銅     | ミハイル・アルタモノフ | テコンドー                   | 男子58kg級                        | 7月24日 |
| 銅     | ラリーサ・コロベイニコワ | フェンシング                 | 女子フルーレ個人                  | 7月25日 |
| 銅     | アレクサンドル・ボンダル ビクトル・ミニバエフ | 飛込                         | 男子10mシンクロ高                 | 7月26日 |
| 銅     | ユリア・カリモワ セルゲイ・カメンスキー | 射撃                         | 混合団体10mエアライフル           | 7月27日 |
| 銅     | マディナ・タイマゾワ | 柔道                         | 女子70kg級                        | 7月28日 |
| 銅     | ニキータ・ナゴルニー | 体操                         | 男子個人総合                      | 7月28日 |
| 銅     | クリメント・コレスニコフ | 競泳                         | 男子100m自由形                    | 7月29日 |
| 銅     | ニヤス・イリアソフ | 柔道                         | 男子100kg級                       | 7月29日 |
| 銅     | アンゲリナ・メリニコワ | 体操                         | 女子個人総合                      | 7月29日 |
| 銅     | タメルラン・バシャエフ | 柔道                         | 男子100kg超級                     | 7月30日 |
| 銅     | ユリア・カリモワ | 射撃                         | 女子50mライフル3姿勢              | 7月31日 |
| 銅     | イマム・ハタエフ | ボクシング                   | 男子ライトヘビー級                | 8月1日  |
| 銅     | アンドレイ・ザムコボイ | ボクシング                   | 男子ウェルター級                  | 8月1日  |
| 銅     | アンゲリナ・メリニコワ | 体操                         | 女子ゆか                          | 8月2日  |
| 銅     | ダリア・シメレワ アナスタシア・ボイノワ | 自転車                       | 女子チームスプリント              | 8月2日  |
| 銅     | セルゲイ・エメリン | レスリング                   | 男子グレコローマンスタイル60kg級  | 8月2日  |
| 銅     | セルゲイ・セメノフ | レスリング                   | 男子グレコローマンスタイル130kg級 | 8月2日  |
| 銅     | ニキータ・ナゴルニー | 体操                         | 男子鉄棒                          | 8月3日  |
| 銅     | グレプ・バクシ | ボクシング                   | 男子ミドル級                      | 8月5日  |
| 銅     | アルトゥル・ナイフォノフ | レスリング                   | 男子フリースタイル86kg級          | 8月5日  |
| 銅     | ゼンフィラ・マゴメダリエワ | ボクシング                   | 女子ミドル級                      | 8月6日  |
| 銅     | グルナス・ハトゥンツェワ マリア・ノボロトスカヤ | 自転車                       | 女子マディソン                    | 8月6日  |
| 銅     | ガジムラト・ラシドフ | レスリング                   | 男子フリースタイル65kg級          | 8月7日  |

## 種目別選手

### アーチェリー
- 3名[4]

### スポーツクライミング
- ユリヤ・カプリーナ（英語版）[5]
  - 女子複合

### 近代五種
- アレクサンドル・リファノフ（ロシア語版）[6][7]
  - 男子
- アデリナ・イバトゥリーナ[6][7]
  - 女子